# Doença do rim policístico
A doença renal policística (DRP), também conhecida como síndrome renal policística é uma doença genética que afeta os rins e tem caráter progressivo. Ocorre em seres humanos e em alguns outros animais. A DRP é caracterizada pela presença de vários cistos (daí o termo "policístico") em ambos os rins. A doença também pode acometer o fígado, o pâncreas, e mais raramente o coração e o cérebro. As duas principais formas de doença renal policística são distinguidas por seus padrões de herança genética, dominante ou recessiva.

## Doença renal policística autossômica dominante
A Doença Renal Policística Autossômica Dominante (DRPAD) é uma doença geralmente de início tardio e caracterizada pelo desenvolvimento progressivo de cistos renais e alargamento dos rins bilateralmente. Manifesta-se com alterações da função renal, hipertensão, dor lombar e insuficiência renal. Aproximadamente 50% dos pacientes com DRPAD vai ter insuficiência renal crônica (IRC) a partir dos 60 anos. A DRPAD é uma doença sistêmica que pode cursar com cistos em outros órgãos como o fígado (o que pode levar a cirrose), vesículas seminais, pâncreas e aracnoide. Pode também vir acompanhada de anomalias não-císticas como os aneurismas intracranianos, aneurismas da aorta (podendo causar dissecção), prolapso da valva mitral e hérnias da parede abdominal.
Os sintomas nos seres humanos e símios são: hipertensão arterial sistêmica, cansaço, dor lombar de leve a grave intensidade e infecções do trato urinário. A doença leva muitas vezes à insuficiência renal crónica e pode resultar na perda total da função renal, conhecida como Insuficiência Renal Crônica Terminal (IRCT), que exige alguma forma de terapia renal substitutiva, como a diálise.
No Brasil, a frequência da DRPAD é de 10,3% entre os doentes em tratamento dialítico. Atualmente, um único estudo descreveu a baixa prevalência da DRPAD no Brasil entre pacientes em hemodiálise, sendo 9,2 casos por 100.000 habitantes (ou 1:10.912). Em relação à raça observou-se que, cerca de 70% dos casos de DRPAD acometem pessoas brancas. Não há distinção entre os gêneros, ou seja,  a distribuição dos casos da DRPAD é de 50% entre os homens e de 50% entre as mulheres.
Estudo de revisão levantou dados atualizados sobre os aspectos moleculares e epidemiológicos da DRPAD, principalmente no que diz respeito aos casos brasileiros de DRPAD entre os doentes em tratamento dialítico.

### Imunogenética
A imunidade está envolvida na participação da resposta desencadeada na DRPAD. Os leucócitos contribuem para a lesão tecidual local na DRPAD, devido à produção de mediadores inflamatórios. Devido às funções quimiotáticas de algumas citocinas, o local da lesão é caracterizado com acúmulo de leucócitos. O início da lesão tecidual nos rins ocorre por meio da ligação de anticorpos a antígenos de superfície celular, matriz ou às membranas basais que, dependente ou independente da ativação do complemento, dá início à inflamação local ao liberar precocemente as citocinas. Tem-se observado também que, a expressão e a produção de citocinas são, em parte, determinadas geneticamente. Nos últimos anos, têm sido descritas variantes alélicas para vários genes de citocinas associadas  à evolução clínica de doenças renais. De maneira geral, os dados apontam para uma possível influência na regulação de genes e secreção de citocinas pró e anti-inflamatórias que poderiam modular o risco dessas doenças. 
Um estudo recente investigou a existência de possíveis associações entre variantes em genes de citocinas e em receptores de citocinas para diversas posições e a DRPAD. Houve aparente influência na susceptibilidade ou proteção à predisposição da DRPAD das seguintes variantes em genes de citocinas pró-inflamatórias: TNF-308, -238 (GG/GG [OR = 0,44]), -238 (G/G [OR = 0,35], G/A [OR = 2,84], G [OR = 0,38] e A [OR = 2,62]) e IL2-330, +166 (GG/GG [OR = 4,93]), -330 (G/G [OR = 2,56]) e anti-inflamatórias TGFB1códon 10 (C/C [OR = 2,22] e C [OR = 1,66]) e IL4-1098, -590, -33 (TCC/GCC [OR = 2,14]), -1098 (T/G [OR = 2,31]). Os resultados sugerem que SNPs em genes de citocinas são possíveis determinantes na pré-disposição à DRPAD.
Outro estudo apresentou a possibilidade de a progressão da DRPAD estar associada à SNPs em genes de citocinas tais como TGFB1, TNF, IL2, IL4, IL6, IL10 e IFNG. Ademais, apresentou o fenótipo produtor de citocina para cada gene.

## Doença renal policística autossômica recessiva
A Doença Renal Policística Autossômica Recessiva (DRPAR) é muito mais rara do que DRPAD, e muitas vezes causa a morte do feto ainda no útero ou durante o primeiro mês de vida. Os sinais e sintomas da doença, caso o doente sobreviva, são aparentes já no nascimento ou primeira infância.